# Ambrosius Eßer
Ambrosius Eßer OP (19 de noviembre de 1933, Düsseldorf - 12 de abril de 2010, Berlín) fue un historiador de la iglesia alemana y miembro de la Orden Dominicana. Murió de una embolia pulmonar.
Eszer profesor en la Universidad Pontificia de Santo Tomás de Aquino, Angelicum en Roma, Italia.

## Honores
- Alemania 1987: Great Cross of Merit of the Federal Republic of Germany
- Austria 1996: Austrian Cross of Honour for Science and Art, 1st class[1]
- Austria 2008: Grand Decoration of Honour in Silver for Services to the Republic of Austria[2]
- Ciudad del Vaticano 2008: Medal Pro Ecclesia et Pontifice